# Iso-Pajunen
Iso-Pajunen eller Pajusjärvi är en sjö i Finland. Den ligger i kommunen Pielavesi i landskapet Norra Savolax, i den centrala delen av landet, 400 km norr om huvudstaden Helsingfors. Iso-Pajunen ligger 118,8 meter över havet. Den är 11 meter djup. Arean är 1,4 kvadratkilometer och strandlinjen är 10,72 kilometer lång. Sjön  ingår i Kymmene älvs huvudavrinningsområde.   I omgivningarna runt Iso-Pajunen växer i huvudsak blandskog.
I övrigt finns följande i Iso-Pajunen:
- Tiirinluoto (en ö)
- Pajuluoto (en ö)